# ريتشارد زاكس
ريتشارد زاكس (بالإنجليزية: Richard Sachs)‏ هو دراج أمريكي، ولد في 14 فبراير 1953.